# 난중일기 (1978년 영화)
"난중일기"는 한국에서 제작된 장일호 감독의 1978년 전쟁, 드라마 영화이다. 김진규 등이 주연으로 출연하였고 한갑진 등이 제작에 참여하였다. 대종상을 수상했다.

## 출연

### 주연
- 김진규
- 정애란
- 태현실
- 장동휘
- 황해

## 기타
- 원작자: 이재현
- 조명: 손영철
- 녹음: 김성찬
- 미술: 조경환
- 의상: 이해윤